# Bemisaleyrodes pauliani
Bemisaleyrodes pauliani là một loài côn trùng cánh nửa trong họ Aleyrodidae, phân họ Aleyrodinae.
Bemisaleyrodes pauliani được Cohic miêu tả khoa học đầu tiên năm 1969.